# Jell-O
Jell-O è un marchio della Kraft Foods specializzato nella produzione di gelatine, pudding e torte alla crema da non cuocere.

## Storia

### Origini
La gelatina Jell-O fu inventata nel 1881 dal falegname e produttore di sciroppi per la tosse Pearle Bixby Wait di Le Roy (New York), negli Stati Uniti. Nello stesso periodo, May, la moglie di Wait, inventò la gelatina e gli zuccheri Jell-O ai gusti di fragola, lampone, arancia e limone. Nel 1899, il marchio Jell-O fu venduto a Francis Woodward (1856-1906), che aveva intanto goduto di un certo successo grazie alla sua bevanda salutare Grain-O prodotta dalla sua azienda Genesee Pure Food.

### Il successo
Inizialmente, Woodward faticò a vendere la sua gelatina in polvere e, a partire dal 1902, iniziò a promuovere il prodotto sulla rivista Ladies' Home Journal, in cui la sua invenzione veniva definita il "dessert più famoso d'America". Jell-O ebbe poco successo fino al 1904, anno in cui la Genesee iniziò a distribuire gratuitamente libri di cucina Jell-O (una tattica commerciale pionieristica nel suo ambito). Nel giro di un decennio, furono aggiunti tre nuovi sapori, ovvero cioccolato (che fu messo fuori produzione a partire dal 1927), ciliegia e pesca, e il marchio si diffuse anche in Canada.
Jell-O ebbe risonanza mediatica anche grazie a ricette scritte da celebrità fra cui l'attrice Ethel Barrymore e la cantante lirica Ernestine Schumann-Heink. Alcune pubblicità delle Jell-O furono illustrate da Maxfield Parrish. Il successo delle gelatine Jell-O viene anche attribuito a vari fattori concomitanti, fra cui l'invenzione della refrigerazione, la diffusione delle gelatine in polvere, la nascita di macchine confezionatrici, la proliferazione di classi di economia domestica e l'utilizzo di efficaci campagne di marketing da parte dell'azienda, che riuscì a ottenere grande visibilità.
Nel 1923, la Genesee Pure Food cambiò nome in Jell-O Company e lanciò D-Zerta, una versione della Jell-O addolcita con aromi artificiali. Due anni dopo, la Genesee si fuse con la Postum mentre, nel 1927, quest'ultima fu acquisita dalla Clarence Birdseye e formò la General Foods Corporation.
Durante i primi anni trenta, la Jell-O inaugurò una gelatina al gusto di lime da usare per le jello salad (gelatine dolci contenenti pezzi di frutta e verdura) o altri ingredienti salati). Nello stesso periodo, la Jell-O pubblicò delle ricette per preparare delle cosiddette "insalate" di gelatina contenenti pasta cotta e verdure. Negli anni cinquanta, le insalate Jell-O divennero così popolari che la multinazionale inaugurò altre gelatine a base di gusti salati da accompagnare ad altri alimenti non dolci. Tuttavia, oggi questi gusti non vengono più prodotti.

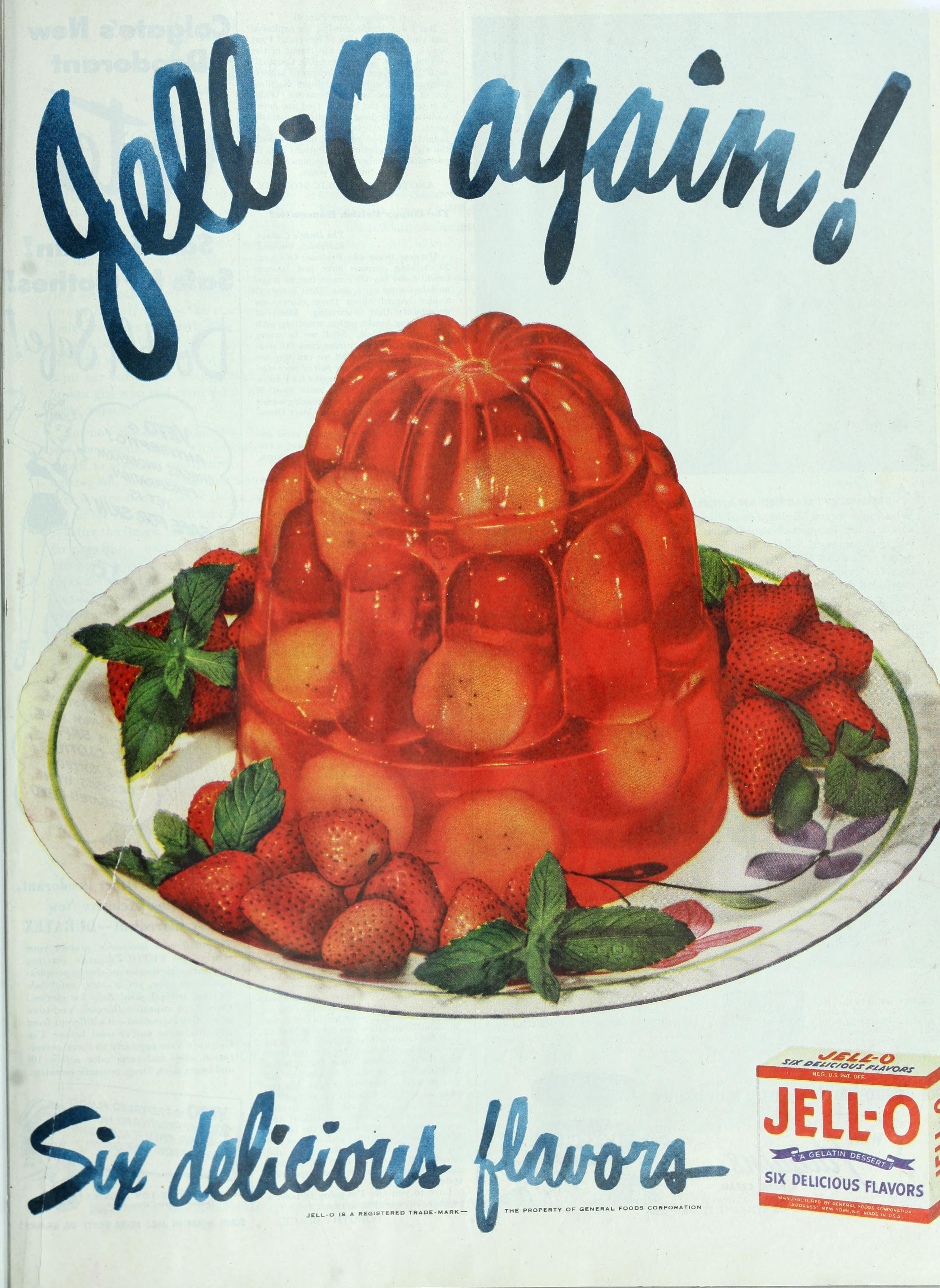
Pubblicità della Jell-O apparsa nel Ladies' Home Journal (1948)

A partire dal 1934, la Jell-O fu sponsorizzata dal comico Jack Benny. Nello stesso periodo, l'azienda dolciaria iniziò ad adottare un celebre jingle scritto da Don Bestor che verrà usato per decenni senza variazioni. Nel 1936, l'azienda inaugurò un pudding al cioccolato che ebbe enorme successo. In seguito verranno inventati altri pudding a base di altri sapori fra cui vaniglia, tapioca, cocco, pistacchio, butterscotch, crema, flan e riso.
Le vendite delle gelatine Jell-O aumentarono sensibilmente durante l'epoca del cosiddetto baby boom (1945 - 1963)  principalmente grazie ai loro costi esigui così come al loro metodo di preparazione elementare, che consisteva nel miscelare la polvere Jell-O a dell'acqua bollente per poi versare il composto in appositi stampi.
Secondo alcune fonti, il musicista Tom Lehrer avrebbe inventato, durante gli anni cinquanta, i cosiddetti "Jell-O shot": delle Jell-O mescolate con vodka che vantano tutt'oggi un notevole successo nel Nord America.
Fra gli anni cinquanta e sessanta, furono lanciate delle gelatine a base di nuovi gusti che furono, in alcuni casi, presto rimosse dal mercato fra cui le Jell-O alla mora, al lampone, alla ciliegia, all'arancia-banana e all'ananas-pompelmo. Nel 1966 fu inaugurata la linea di preparati per cheesecake Jell-O "No-Bake" mentre, tre anni più tardi, venne distribuita per la prima volta la "Jell-O 1∗2∗3", una miscela in polvere che serviva a preparare dolci a tre strati. Negli anni seguenti verranno lanciati altri prodotti per preparare mousse o altri tipi di pietanze dolci.

### Declino delle vendite e inversione di tendenza

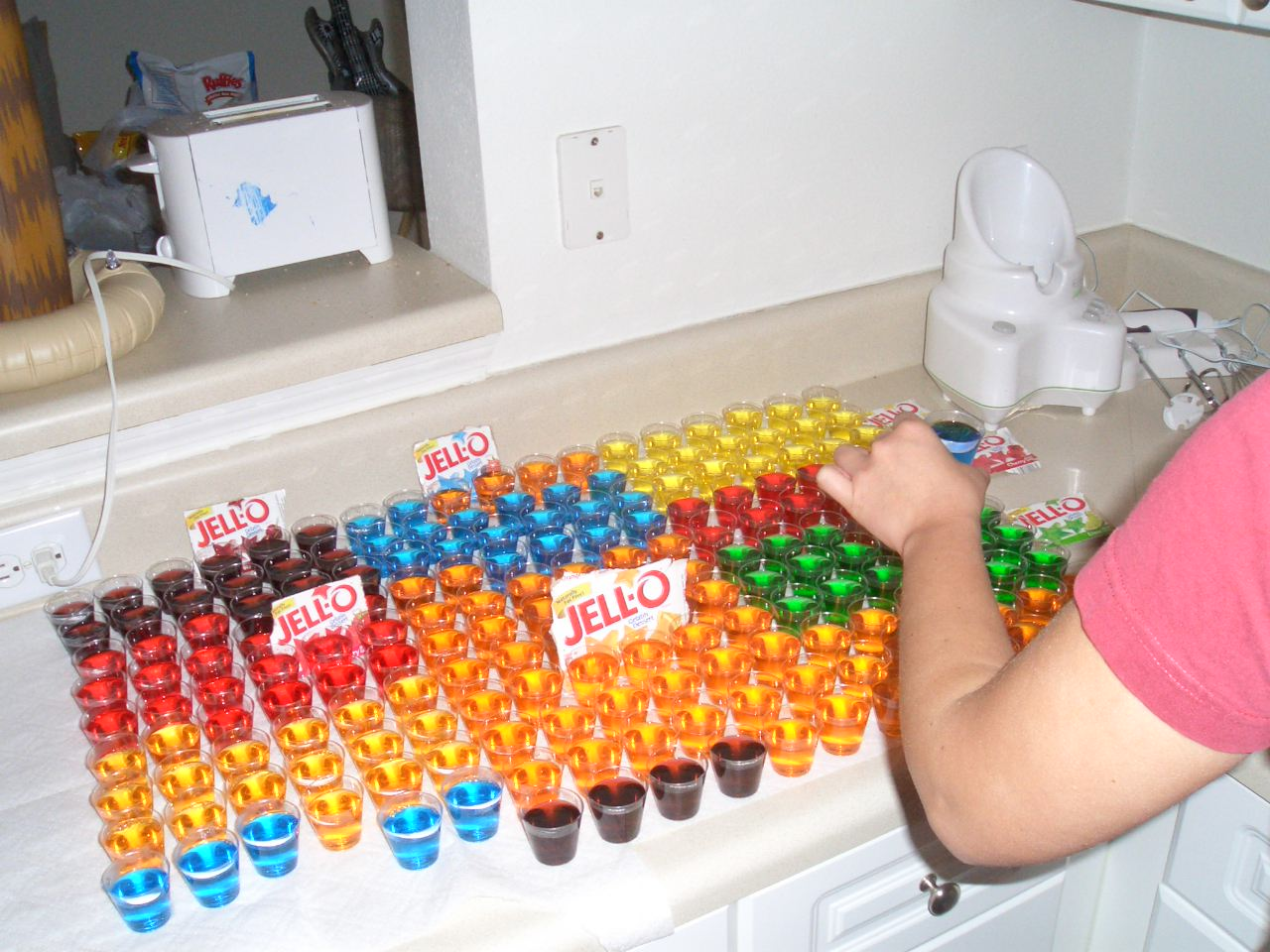
Alcuni Jell-O shot

Fra gli anni 1960 e 1980, si assistette a un calo delle vendite dei prodotti Jell-O. Secondo alcuni venditori dell'epoca, tale fenomeno fu principalmente dovuto alla riduzione del numero dei membri all'interno di una famiglia, all'instaurarsi di un generale modello di vita "frenetico" negli USA e all'aumento dell'occupazione femminile. Un'analisi di mercato del 1986 dimostrò che le madri, ovvero il principale target aziendale della Jell-O, acquistavano raramente le gelatine dell'industria statunitense. Per ovviare al problema, il team di marketing dell'azienda dolciaria, che comprendeva il futuro poeta Dana Gioia, inventò i finger food Jigglers. Il prodotto ebbe grande successo anche grazie a una massiccia campagna di marketing che ebbe come portavoce il cantante Bill Cosby.
Durante gli anni novanta, la General Foods si fuse con la Kraft Foods tramite la capogruppo Philip Morris (ora Altria Group). Nel mentre furono introdotti nuovi sapori: anguria, mirtillo, margarita e piña colada, tra gli altri. Nel 2001, il Senato dello Utah definì la Jell-O lo "snack preferito" dello Utah e reputò la gelatina un ingrediente che fa parte integrante della cucina mormone dello Stato.
L'intera regione che contiene lo Stato, il cosiddetto corridoio mormone, viene talvolta soprannominata "cintura Jell-O" (in inglese Jell-O belt).
A partire dal 2011, vengono immesse nel mercato oltre 420 milioni di scatole di gelatina Jell-O e vendute oltre 1 miliardo di confezioni Jell-O ogni anno. A partire dal 2016, vengono venduti oltre 110 prodotti diversi presentanti il marchio Jell-O.

## In cultura
Il premade Jell-O snack pack Il Jell-O viene menzionato nella popolare canzone del 1936 A Fine Romance di Dorothy Fields (con musica di Jerome Kern), dove viene ironicamente considerato come un'alternativa banale all'eccitazione dell'amore romantico. Nel 1980, il compositore americano William Bolcom scrisse una popolare canzone umoristica su Jell-O, "Lime Jello Marshmallow Cottage Cheese Surprise", che satirizzava il suo uso in piatti dolci e salati combinati come il Jello salad.
Nel 1992, Ivette Bassa vinse il secondo Ig Nobel Prize in chimica per aver inventato il Jell-O blu.
Il gruppo rock Green Jellÿ originariamente si chiamava Green Jellö, ma dovette cambiare nome a causa di una causa intentata da Kraft Foods che sosteneva che la band stesse violando il marchio registrato di Jell-O.